# John Paul Meier
John Paul Meier (New York, 8 agosto 1942 – 18 ottobre 2022) è stato un biblista e presbitero statunitense.

## Biografia
Frequentò il St. Joseph's Seminary and College (1964), la Pontificia Università Gregoriana di Roma (1968) e il Pontificio Istituto Biblico (1976). Fu docente di Nuovo Testamento presso il dipartimento di Teologia della cattolica University of Notre Dame (Notre Dame, Indiana).
La sua opera più nota è A Marginal Jew: Rethinking the Historical Jesus, (trad. it.: Un Ebreo Marginale, Ripensare il Gesù storico) un'indagine storico-critica su Gesù articolata in cinque volumi pubblicati tra il 1991 e il 2016.
Nella bibliografia del suo Gesù di Nazaret, papa Benedetto XVI scrive circa l'opera di Meier: «Quest'opera in più volumi di un sacerdote americano rappresenta sotto molti aspetti un modello di esegesi storico-critica, in cui si palesano sia l'importanza sia i limiti di questa disciplina" (vol. I, p. 410).
In alcuni punti l'opera sembra comunque allontanarsi dalla tradizionale dottrina cattolica, per esempio circa i fratelli di Gesù e circa l'istituzione dell'eucaristia nel contesto della pasqua ebraica.
Meier fu inoltre autore di altri sei libri e di oltre settanta articoli e saggi.
È morto all'età di 80 anni il 18 ottobre 2022, prima di completare il sesto volume della sua opera. Il suo funerale si è tenuto presso la cappella del St. Joseph's Seminary and College ed è stato presieduto dal cardinale Timothy Dolan.

## Opere principali
- John Paul Meier, A Marginal Jew: Rethinking the Historical Jesus, Anchor Bible Reference Library:
  - volume 1, The Roots of the Problem and the Person, 1991, ISBN 0-385-26425-9
  - volume 2, Mentor, Message, and Miracles, 1994, ISBN 0-385-46992-6
  - volume 3, Companions and Competitors, 2001, ISBN 0-385-46993-4
  - volume 4, Law and Love, 2009, ISBN 0-300-14096-7
  - volume 5, Probing the Authenticity of the Parables, 2016, ISBN 0-300-21190-2

Edizione italiana:
- John Paul Meier, Un ebreo marginale. Ripensare il Gesù storico, Queriniana (edizione italiana a cura di Flavio Dalla Vecchia)
  - volume 1, Le radici del problema e della persona, 2001
  - volume 2, Mentore, messaggio e miracoli, 2002
  - volume 3, Compagni e antagonisti, 2003
  - volume 4, Legge e amore, 2009
  - volume 5 L’autenticità delle parabole, 2017